# (29907) 1999 JD
1999 جاي دي (ويعرف أيضًا باسم (29907) 1999 جاي دي وفق تسمية الكوكب الصغير) (بالإنجليزية: 1999 JD)‏ هو كويكب ضمن حزام الكويكبات؛ وترتيبه 29907 من حيث الاكتشاف.
اكتُشف هذا الجُرم الفلكي بواسطة Massimo Ziboli ‏ في 1 مايو 1999.

## وصلات خارجية
- (29907) 1999 JD في قاعدة بيانات مختبر الدفع النفاث لأجرام النظام الشمسي الصغيرة

- الاكتشاف · مخطط المدار ·  العناصر المدارية · المعلمات المادية

- (29907) 1999 JD على موقع ويكي سكاي: DSS2, SDSS, GALEX, IRAS, Hydrogen α, X-Ray, Astrophoto, Sky Map, Articles and images